# Apellicone di Teo
Apellicone di Teo, in greco antico: Ἀπελλικῶν?, (Teo, ... – 84 a.C.), è stato un politico e mecenate greco antico.
Collezionista d'arte, acquistò a Skepsis, un centro della Misia, testi originali di Aristotele e Teofrasto, acquistati alla sua morte da Lucio Cornelio Silla nell'84 a.C..

## Biografia
Secondo Strabone era un ricco abitante di Teo, che in seguito ottenne la cittadinanza ateniese. Ad Atene ricoprì la carica di magistrato monetario.
Divenne famoso come proprietario di una delle più importanti collezioni di libri, di cui facevano parte anche quei manoscritti di Aristotele che Neleo di Scepsi aveva ricevuto da Teofrasto. Strabone lo cita come "φιλόβιβλος μᾶλλον ἢ φιλόσοφος" (bibliofilo più che filosofo).
Non spese forti somme nell'acquisizione di questa biblioteca, ma sottrasse documenti originali dagli archivi di Atene e di altre città della Grecia. Scoperto fuggì per sottrarsi alla punizione ma tornò quando il suo amico Atenione, un forte oppositore dei Romani il quale era diventato tiranno della città con l'aiuto di Mitridate VI. Atenione lo inviò con delle truppe a Delo, per saccheggiare i tesori del tempio, ma Apellicone mostrò scarse attitudini militari. Fu sorpreso dai Romani sotto il comando di Orobio (o Orbio), e riuscì a salvare la sua vita solo con la fuga. Morì poco dopo, probabilmente nell'84 a.C.